# Medizinischer Dokumentationsassistent
Der Medizinische Dokumentationsassistent (MDA) oder Staatlich geprüfte medizinische Dokumentationsassistent ist ein landesrechtlich geregelter Beruf. Das Berufsbild umfasst die Organisation und Dokumentation, Statistik und Datenverarbeitung in der Medizin (vgl. Medizinische Dokumentation).

## Voraussetzungen
Als Eingangsvoraussetzung für die Ausbildung zum Medizinischen Dokumentationsassistenten ist die mittlere Reife erforderlich.

## Ausbildung
Die Ausbildung zum Medizinischen Dokumentationsassistenten dauert je nach Bundesland zwei bis drei Jahre und setzt sich aus den Bereichen Medizin, Statistik, Dokumentation, Informatik, Organisation, Beruf und Recht zusammen.
Die theoretischen Kenntnisse werden durch zwei bis drei Fachpraktika an verschiedenen Stellen vertieft.
Die Ausbildung wird überwiegend an Privatschulen angeboten.

## Einsatzgebiete
Aufgrund der Verknüpfung von grundlegendem Wissen aus den Fachgebieten Dokumentation, Medizin und Statistik mit umfassenden und fundierten EDV-Kenntnissen haben Medizinische Dokumentationsassistenten ein breit gefächertes Einsatzspektrum.
So werden sie beispielsweise benötigt in:
- Krankenhäusern, Universitätskliniken und -instituten
- Tumorzentren
- Forschungsinstituten
- Gesundheitsämtern
- pharmazeutische Industrie

## Aufgabengebiete
- Leistungsabrechnung nach Diagnosis Related Groups
- Qualitätsmanagement
- Forschung / klinische Studien